# Maćica Serbska
Maćica Serbska (dolnołuż. Maśica Serbska, niekiedy tłum. Macierz Łużycka lub Macierz Serbołużycka) – najstarsze stowarzyszenie kulturalne Serbołużyczan istniejące w latach 1845–1948, reaktywowane w 1990.

## Historia

### Pierwsza Maćica Serbska
Zgromadzenie założycielskie Maćicy Serbskiej odbyło się 18 kwietnia 1845 r. z inicjatywy Jana Arnošta Smolera. Z uwagi na przeszkody natury administracyjnej do ostatecznego uformowania się organizacji, w tym do spisania jej statutu doszło dopiero dwa lata później, 7 kwietnia 1847 r., czemu przewodniczył Handrij Zejler. Było to najstarsze stowarzyszenie Serbołużyczan utworzone na wzór podobnych narodowych organizacji słowiańskich (zob. Matica). Wpis do budziszyńskiego rejestru stowarzyszeń nastąpił w 1872 roku. Pierwszym przewodniczącym został Bjedrich Adolf Klin. Początkowo jej głównym celem było wydawanie książek naukowych i popularnonaukowych w językach łużyckich oraz badania nad historią i kulturą Serbołużyczan. W 1848 wystąpiła do saskiego rządu z petycją w sprawie równouprawnienia serbołużyckiej mowy w urzędach, sądach, szkołach i kościołach, którą podpisało 5000 „głów domu” (sama organizacja liczyła wówczas ok. 120 członków). W tym samym roku wydano też pierwszy numer pisma Časopis Maćicy Serbskeje. Wydawano słowniki, kalendarze, opracowano ortografię języków łużyckich. Począwszy od 1853 roku uruchomiono łącznie 10 sekcji, w tym: językową, historyczną, przyrodniczą, beletrystyczną, pedagogiczną oraz muzyki i sztuki.
W 1880 roku z inicjatywy Polaka Alfonsa Parczewskiego założono oddział dolnołużycki pod nazwą Maśica Serbska w Chociebużu (nazwa w obu językach łużyckich odnosi się do matki – odpowiednio mać i maś). W 1897 roku ze składek oraz datków z kraju i zagranicy rozpoczęto w Budziszynie budowę Domu Serbskiego – siedziby organizacji. Otwarcie budynku nastąpiło w 1904 roku, przeniesiono tam także działające od 1899 roku Muzeum Łużyckie, a ponadto bibliotekę, archiwum i galerię.
Działalność Maćicy Serbskiej została przerwana w 1937 roku przez narodowo-socjalistyczne władze Niemiec. Wtedy też ukazał się ostatni, 170. numer Časopisu. W 1941 roku pozostały majątek organizacji skonfiskowano – Dom Serbski przeszedł na własność miasta Budziszyna, a zbiory Maćicy trafiły do muzeum miejskiego. W 1945 roku podczas walk o Budziszyn uszkodzeniu uległ Dom Serbski.
Po II wojnie światowej stowarzyszenie w ograniczonym zakresie wznowiło swoją działalność, skupiając się głównie na polach językoznawczym i historycznym. W wyniku odgórnego, nakazanego przez władze Saksonii komasowania organizacji kulturalnych Maćica została w 1948 roku włączona do Domowiny, gdzie przez rok funkcjonowała jako jej „Wydział Naukowy”. W 1951 roku rozpoczął działalność Instytut Serbołużyckich Studiów Ludowych. Pozostałości zbiorów Maćicy Serbskiej zostały rozdzielone pomiędzy Instytut (Centralna Biblioteka Serbołużycka, Serbołużyckie Archiwum Kultury) oraz Muzeum Łużyckie. W 1956 roku Dom Serbski został przekazany przez Domowinę państwu wschodnioniemieckiemu.

### Reaktywacja po 1990
Próby reaktywacji organizacji podjęto w okresie zjednoczenia Niemiec w 1990 roku, wtedy też formalnie zarejestrowano stowarzyszenie. Nowy statut Maćicy Serbskiej przyjęto rok później, powołując się na ciągłość z organizacją z XIX i pierwszej połowy XX wieku. Wśród celów stowarzyszenia wskazywano promocję szeroko ujętego dziedzictwa kulturalnego Serbołużyczan, utrzymanie i podnoszenie ich świadomości narodowej oraz promowanie przyjaznych relacji łużycko-niemieckich. Ma status organizacji pożytku publicznego. W 1992 Maćica przystąpiła do Domowiny jako nadrzędnej organizacji Serbołużyckiej. Rok później reaktywowano też Maśicę Serbską jako dolnołużycki oddział stowarzyszenia. Siedzibą organizacji jest Dom Serbski w Budziszynie.

## Władze
Maćica Serbska
- Bjedrich Adolf Klin (1847–1855),
- Ernst Rychtar (1856–1872),
- Jan Arnošt Smoler (1872–1882),
- Michał Hórnik (1882–1894),
- Korla Awgust Kalich (1894–1895),
- Jurij Łusčanski (1895–1905),
- Jan Pawoł Křižan (1905–1923),
- Jakub Skala (1923–1925),
- Arnošt Herman (1925–1934),
- Beno Symank (1934–1938),
- Gustaw Alwin Mjerwa (1938–1941),
- Jakub Wjacsławk (1946–1949),
- Gerhard Wirth (1990–1991),
- Měrćin Völkel (1991–2007),
- Jan Malink (2008–2016),
- Jurij Łušćanski (2016–?)[6],
- Anja Pohončowa[1]

Maśica Serbska
- Jan Bjedrich Tešnaŕ (1880–1898),
- Měto Korjeńk (1899–1913),
- Wylem Nowy (1913–1933),
- Bogumił Šwjela (1933–1937),
- Měto Pernak (1993–2006),
- Pětš Šurman (od 2006)[1][6].